# Dairy Farmers of America
Dairy Farmers of America (DFA) är ett amerikanskt mejerikooperativ som är USA:s största men också USA:s näst största kooperativ rent generellt. DFA ägs av fler än 13 500 mjölkbönder.
Företaget grundades 1998 i och med att Mid-America Dairymen (Springfield, Missouri); Milk Marketing, Inc. (Strongsville, Ohio); Western Dairymen Co-op, Inc. (Colorado) samt delar av Association of Milk Producers, Inc. (Minnesota) fusionerades med varandra. Den 12 november 2019 meddelade konkurrenten och USA:s största mejeriföretag Dean Foods att man hade ansökt om konkursskydd på grund av dels vikande försäljning av mjölkprodukter i förmån av alternativa mejeriprodukter samt mindre lönsamma EMV-varor. Dels ej hanterbara och för stora skulder som företaget har tagit på sig genom åren. I maj 2020 köpte DFA Dean Foods för 433 miljoner dollar via en konkursauktion och efter att USA:s justitiedepartement godkände affären.
Huvudkontoret ligger i Kansas City i Kansas.